# 優勝美地谷 (加利福尼亞州)
優勝美地谷（英語：Yosemite Valley）是位於美國加利福尼亞州馬里波薩縣的一個人口普查指定地區。

## 地理
優勝美地谷的座標為37°32′13″N 119°39′23″W / 37.53694°N 119.65639°W，而該地最高點為海拔高度1209米（即3966英尺）。

## 人口
根據2010年美國人口普查的數據，優勝美地谷的面積為5.492平方千米，當中陸地面積為5.333平方千米，而水域面積為0.159平方千米。當地共有人口1035人，而人口密度為每平方千米188人。